# Уташ (хутор)
Уташ — хутор в муниципальном образовании города-курорта Анапа Краснодарского края. Входит в состав Джигинского сельского округа.
Назван по реке Уташ, на которой стоит.

## Население
| 2002 | 2010 |
| ---- | ---- |
| 585  | ↘531 |